# District de Pétervására
Le district de Pétervására (en hongrois : Pétervásárai járás) est un des 7 districts du comitat de Heves en Hongrie. Créé en 2013, il compte 18 921 habitants et rassemble 20 localités : 19 communes et une seule ville, Pétervására, son chef-lieu.
Cette entité existait déjà auparavant, sous le nom de Pétervásári járás jusqu'en 1966.

## Localités
- Bodony
- Bükkszenterzsébet
- Bükkszék
- Erdőkövesd
- Fedémes
- Istenmezeje
- Ivád
- Kisfüzes
- Mátraballa
- Mátraderecske
- Parád
- Parádsasvár
- Pétervására
- Recsk
- Sirok
- Szajla
- Szentdomonkos
- Tarnalelesz
- Terpes
- Váraszó